# Catral (kommunhuvudort)
Catral är en kommunhuvudort i Spanien.   Den ligger i provinsen Provincia de Alicante och regionen Valencia, i den sydöstra delen av landet, 400 km sydost om huvudstaden Madrid. Catral ligger 11 meter över havet och antalet invånare är 6 147.
Terrängen runt Catral är platt åt nordost, men åt sydväst är den kuperad.Runt Catral är det tätbefolkat, med 442 invånare per kvadratkilometer. Närmaste större samhälle är Elche, 14,3 km nordost om Catral. Trakten runt Catral består till största delen av jordbruksmark.